# Eurhynchium fuegianum
Eurhynchium fuegianum är en bladmossart som beskrevs av Jules Cardot 1905. Eurhynchium fuegianum ingår i släktet sprötmossor, och familjen Brachytheciaceae. Inga underarter finns listade i Catalogue of Life.